# 陳坤書
陳 坤書（ちん こんしょ、Chen Kunshu、? - 1864年）は、太平天国の指導者の一人。護王に封ぜられた。斜視であったため「陳斜眼」と呼ばれた。
広西省潯州府桂平県出身。金田蜂起に参加。1854年、西征軍に派遣され、安徽省巣県に駐屯した。1858年、忠王李秀成に従って三河の戦いに参加、湘軍の李続賓軍6千人を全滅させた。1860年1月から5月にかけて、李秀成に従って第二次江南大営攻略に参加した。その後、5月26日常州を占領、30日に無錫を奪い、6月2日に蘇州を降し、13日には呉江・震沢を取り、15日には嘉興を陥落させるという破竹の勢いを見せた。10月には蘇州の守備に派遣されたが、1862年春、常州に移駐した。1863年春より、李秀成に従って天京を救援するために各地を転戦する。12月、江蘇巡撫李鴻章率いる張樹声・劉銘伝・周盛波ら10万人の淮軍とチャールズ・ゴードン率いる常勝軍3千人が常州攻撃を開始した。1864年4月25日、常州の外城の金壇が陥落し、兄の陳志書が戦死したが、陳坤書の太平軍は奮戦して3千人を殲滅し、淮軍の撃退に成功した。しかし5月11日、淮軍と常勝軍は水陸両方から攻撃し、淮軍が城内に入り市街戦となった。その中で陳坤書は捕えられ、数日後に処刑された。